# Mreža (civilno društvo)
Mreža je stupanj društvenog organiziranja građana ili organizacija civilnog društva. 
Mreže često egzistiraju u lokalnim okvirima ili su usmjerene na male skupine, a nisu nacionalno orijentirane. Organizirane su tako što se posvećuju specifičnim problemima, a ne nude opća rješenja; prolaze kroz oscijalacije od intenzivne do vrlo umjerene aktivnosti, a nemaju relativno stabilno članstvo. Funkcioniraju kroz fluidne hijerarhije i ne odviše formalne strukture autoriteta.
REKOM mreža pomirenja predstavlja najveću mrežu organizacija nevladinih organizacija na prostorima država nastalih iz raspada SFR Jugoslavije.

## Vanjske poveznice
- Nacionalna zaklada za razvoj civilnoga društva  Arhivirana inačica izvorne stranice od 2. veljače 2016. (Wayback Machine) (hrv.) (engl.)